# Antoni Żuromski
Antoni Żuromski (zm. 1859) – polski żołnierz.

## Życiorys
Służbę wojskową rozpoczął za panowania Stanisława Augusta Poniatowskiego w Gwardii Mirowskiego. Później walczył m.in. w insurekcji kościuszkowskiej oraz w kampaniach napoleońskich, zyskując pod Madrytem stopień oficerski. Walczył w ponad trzydziestu bitwach.
Później pozbawiony przywilejów, jakie otrzymywali emerytowani wojskowi, oraz pensji musiał pracować jako ekonom. Pracował jeszcze w 1853 roku. W 1857 roku został dotknięty paraliżem, zachowując przytomność umysłu. Jak odnotował "Dziennik Poznański" dożył prawie stu lat. 17 marca 1859 roku został pochowany na cmentarzu w Łubowie.